# Waspán
Waspán (en inglés y misquito, Waspam) es un municipio de la Región Autónoma de la Costa Caribe Norte en la República de Nicaragua. Es el municipio más grande de Nicaragua y Centroamérica. La gran mayoría de sus habitantes son misquitos que hablan su propio idioma.

## Geografía
El término municipal limita al norte con la República de Honduras, al sur con los municipios de Puerto Cabezas, Rosita y Bonanza, al este con el municipio de Puerto Cabezas y el Mar Caribe y al oeste con el municipio de San José de Bocay y la República de Honduras. La cabecera municipal está ubicada a 632 kilómetros de la capital de Managua y a 138 kilómetros de la ciudad de Puerto Cabezas.
El sistema hidrográfico del municipio lo constituye el río Coco, es el más largo de Nicaragua y es de vital importancia para el municipio; el río y sus afluentes drenan un área de 28 000 km², recorre la llanura formando terrazas aluviales de 5 a 8 km de ancho, con una profundidad media de 5 m un ancho de 200 m y un caudal de 25 km/hora en la estación lluviosa. Existen muchos ríos que son afluentes del río Coco. Al sur del municipio se encuentra la Laguna Bismuna hacia donde concurren pequeños ríos procedentes de la llanura; esta laguna se conecta con el Mar Caribe por el estrecho canal denominado Tukru, además de a pequeñas lagunas vecinas mediante pequeños canales.

## Historia
El primer contacto del Viejo Mundo (Europa) con la Costa Atlántica y territorio nicaragüense, se realizó el 12 de septiembre de 1502 durante el cuarto viaje efectuado por Cristóbal Colón, quién nombró "Cabo Gracias a Dios" al entrar al mar territorial de Nicaragua, que más tarde se convertiría en la Comarca de Cabo Gracias a Dios y en la actualidad, parte del municipio. En siglos siguientes, por su posición estratégica fue motivo de incursiones de expedicionarios españoles y de piratas ingleses en el territorio municipal.
En 1860, con la firma del Tratado de Managua (entre Nicaragua e Inglaterra) se reconoce la soberanía de Nicaragua en el territorio de la Mosquitia asignándole a los indígenas misquitos un territorio (reserva) comprendido entre el río Rama y el río Hueso (actual Puerto Cabezas), donde los misquitos podían gobernarse a sí mismos y gobernar a todas las personas residentes dentro de tal distrito.
El municipio de Waspán fue fundado en 1956.
La población del municipio ha sido afectada constantemente por los movimientos a que fue sometida por causa de la guerra en la década de los años 1980, con el traslado de grandes grupos masivos de indígenas misquitos a Honduras y otras zonas de la región; después de 1990 algunos grupos familiares han regresado a Guaspán y sus respectivas comunidades a reiniciar sus formas de vidas en sus propias tierras comunales, pero también una gran mayoría ha preferido quedarse en Puerto Cabezas.

## Demografía
Waspán tiene una población actual de 62,878 habitantes. De la población total, el 49% son hombres y el 51% son mujeres. Casi el 22.6% de la población vive en la zona urbana.

## Naturaleza y clima
El municipio tiene un clima de selva húmeda tropical monzónico, con una temperatura media de 26 °C.
En el municipio se distingue la estructura geomorfológica de planicie volcánica intermedia y colinas, con elevación de 20 a 200 m s. n. m. El municipio cruza dos formaciones importantes: las de la selva tropical húmeda, que se halla establecida sobre formaciones, por lo general, de origen volcánico; y la de los llanos, donde se encuentra la cubierta vegetal de pinos (Pinus caribaea), cuyas tierras se han desarrollado sobre gruesos depósitos arcillosos, o sobre estratos sedimentarios no consolidados de grava redondeada de cuarzo.
Una buena parte del territorio del municipio –las comunidades más alejadas de Waspán– forman parte de la Reserva de Bosawás, que constituye la mayor zona de protección del bosque tropical húmedo del país, y una de las mayores áreas boscosas protegidas de Centroamérica.

## Localidades
El municipio se divide en:
- Waspán (cabecera municipal), con 15 barrios.
- Sector de Río Coco Arriba, con 47 comunidades.
- Sector de Llano, con 28 comunidades.
- Sector de Río Coco Abajo, con 11 comunidades.

## Economía
El 96% de la población está por debajo del nivel de pobreza, y el 80% del de pobreza extrema. La principal actividad económica del municipio es la agricultura, que es destinada para el autoconsumo y poco se comercializa, así como en las comunidades rurales se practica la pesca artesanal en lagunas y ríos, básicamente para el autoconsumo.
La güirisería es una actividad minera que apoya la economía familiar; en el sector del río Coco arriba se localizan algunas minas auríferas que son trabajadas por personas de diferentes comunidades. Se calcula que unas 2400 personas se dedican a la güirisería; los güiriseros de más experiencia son los de la comunidad de San Carlos. El oro extraído es vendido a comerciantes hondureños y nicaragüenses.